# Nombre complexe déployé
 (juin 2025).
En mathématiques, les nombres complexes déployés ou fendus forment un anneau commutatif non-intègre, extension des nombres réels définis de manière analogue aux nombres complexes (usuels). La différence-clef entre les deux est que la norme induite par la multiplication des nombres complexes (usuels) est euclidienne :
{\displaystyle (x,y)\rightarrow x^{2}+y^{2}},
alors que celle induite par la multiplication des nombres complexes déployés est, quant à elle, lorentzienne :
{\displaystyle (x,y)\rightarrow x^{2}-y^{2}}.
Les nombres complexes déployés ont beaucoup d'autres noms, voir la section des synonymes ci-dessous.
Un espace vectoriel réel à deux dimensions muni du produit interne de Minkowski est appelé un espace de Minkowski de dimension 1+1, souvent noté {\displaystyle \mathbb {R} ^{1,1}\,} . Tout comme la géométrie euclidienne du plan euclidien {\displaystyle \mathbb {R} ^{2}\,} peut être décrite avec les nombres complexes, la géométrie lorentzienne du plan de Minkowski {\displaystyle \mathbb {R} ^{1,1}\,} peut être décrite avec les nombres complexes déployés.
Le nom déployé provient du fait que les signatures de la forme (p,p) sont appelées signatures déployées. En d'autres mots, les nombres complexes déployés sont similaires aux nombres complexes mais dans la signature déployée (1,1).

## Définition
Un nombre complexe déployé est de la forme :
{\displaystyle z=x+j\cdot y\,}
où x et y sont des nombres réels et la quantité j définie par (voir l'article sur les tessarines) :
{\displaystyle j^{2}=+1\,}
L'ensemble de tous ces z est appelé le plan complexe déployé. L'addition et la multiplication des nombres complexes déployés sont définies par :
{\displaystyle (x+j\cdot y)+(u+j\cdot v)=(x+u)+j\cdot (y+v)\,}
{\displaystyle (x+j\cdot y)(u+j\cdot v)=(xu+yv)+j\cdot (xv+yu)\,}
Cette multiplication est commutative, associative et distributive sur l'addition.

### Conjugué, norme, et produit interne
Comme pour les nombres complexes, on peut définir la notion de conjugué complexe déployé. Si
{\displaystyle z=x+j\cdot y},
le conjugué de z est défini par
{\displaystyle z^{*}=x-j\cdot y}.
Le conjugué satisfait les propriétés similaires du conjugué complexe usuel :
{\displaystyle (z+w)^{*}=z^{*}+w^{*}\,}
{\displaystyle (zw)^{*}=z^{*}w^{*}\,}
{\displaystyle (z^{*})^{*}=z\,}
Ces trois propriétés impliquent que le conjugué complexe déployé est un automorphisme d'ordre 2.
La norme carrée (ou forme quadratique) d'un nombre complexe déployé {\displaystyle z=x+j\cdot y} est donnée par
{\displaystyle \lVert z\rVert =zz^{*}=z^{*}z=x^{2}-y^{2}\,}.
Cette norme n'est pas définie positivement mais possède plutôt une métrique (1, 1). Une propriété importante de cette norme est qu'elle est préservée par la multiplication complexe déployée :
{\displaystyle \lVert zw\rVert =\lVert z\rVert \lVert w\rVert }
Le produit interne associé (1,1) est donné par
{\displaystyle \langle z,w\rangle =\operatorname {Re} (zw^{*})=\operatorname {Re} (z^{*}w)=xu-yv}
où {\displaystyle z=x+j\cdot y} et {\displaystyle w=u+j\cdot v} et
{\displaystyle \lVert z\rVert =\langle z,z\rangle }
Les nombres complexes déployés z et w sont dits orthogonaux hyperboliques si <z, w> = 0.
Un nombre complexe déployé est inversible si et seulement si sa norme est différente de zéro ({\displaystyle \lVert z\rVert \neq 0}). L'inverse d'un tel élément est donné par
{\displaystyle z^{-1}=z^{*}/\lVert z\rVert }
Les nombres complexes déployés qui ne sont pas inversibles sont appelés éléments nuls. Ceux-ci sont tous de la forme {\displaystyle (a\pm j\cdot a)} pour un certain nombre réel a.

### Base diagonale
Il existe deux éléments idempotents non-triviaux donnés par {\displaystyle e={\frac {(1-j)}{2}}\,} et {\displaystyle e^{*}={\frac {(1+j)}{2}}\,} (c'est-à-dire que {\displaystyle ee=e\,} et {\displaystyle e^{*}e^{*}=e^{*}\,}). Ces deux éléments sont de norme nulle et "orthogonaux" au sens suivant :
{\displaystyle \lVert e\rVert =\lVert e^{*}\rVert =e^{*}e=0}
Il est souvent commode d'utiliser e et e* comme une base alternative pour le plan complexe déployé. Cette base est appelée la base diagonale ou base nulle. Le nombre complexe déployé z peut être écrit dans la base nulle sous la forme
{\displaystyle z=x+j\cdot y=(x-y)e+(x+y)e^{*}\,}
Si nous notons le nombre 
{\displaystyle z=ae+be^{*}\,} pour les nombres réels a et b par (a,b) alors la multiplication complexe déployée est donnée par
{\displaystyle (a_{1},b_{1})(a_{2},b_{2})=(a_{1}a_{2},b_{1}b_{2})\,}.
Dans cette base, il devient clair que les nombres complexes déployés sont isomorphes à la somme directe {\displaystyle \mathbb {R} \oplus \mathbb {R} \,} avec l'addition et la multiplication définie ci-dessus.
Le conjugué complexe déployé dans la base diagonale est donné par
{\displaystyle (a,b)^{*}=(b,a)\,}
et la norme par
{\displaystyle \lVert (a,b)\rVert =ab}

## Géométrie
L'ensemble des points z tels que
{\displaystyle z:\lVert z\rVert =a^{2}\,}
est une hyperbole pour tout a de {\displaystyle \mathbb {R} } différent de zéro. L'hyperbole est constitué d'une branche gauche et droite passant par a et –a. Le cas a = 1 est appelé l'hyperbole unité. L'hyperbole conjuguée est donnée par
{\displaystyle z:\lVert z\rVert =-a^{2}\,}
avec une branche supérieure et inférieure passant par ja et –ja. L'hyperbole et l'hyperbole conjuguée sont séparées par deux asymptotes diagonales qui forment l'ensemble des éléments nuls :
{\displaystyle z:\lVert z\rVert =0\,}
Ces deux droites (parfois appelées le cône nul) sont perpendiculaires et ont des pentes de {\displaystyle \pm 1\,}.
L'analogue de la formule d'Euler pour les nombres complexes déployés est 
{\displaystyle \mathrm {e} ^{(j\cdot \theta )}=\cosh(\theta )+j\cdot \sinh(\theta )\,}
Ceci peut être déduit du développement en série de puissances utilisant le fait que cosh a seulement des puissances paires tandis que sinh a des puissances impaires. Pour toutes les valeurs réelles de l'angle hyperbolique {\displaystyle \theta \,}, le nombre complexe déployé {\displaystyle \lambda =\mathrm {e} ^{(j\cdot \theta )}} est de norme 1 et est lié à la branche droite de l'hyperbole unité.
Puisque {\displaystyle \lambda \,} est de norme 1, en multipliant tout nombre complexe déployé z par {\displaystyle \lambda \,}, la norme de z est préservée et représente une rotation hyperbolique (aussi appelée une transformation de Lorentz). En multipliant par {\displaystyle \lambda \,} la structure géométrique est préservée, prenant les hyperboles par elles-mêmes et le cône nul par lui-même.
L'ensemble de toutes les transformations du plan complexe déployé qui préserve la norme (ou de manière équivalente, le produit interne) forme un groupe appelé le groupe orthogonal généralisé O(1, 1). Ce groupe est constitué des rotations hyperboliques — qui forme un sous-groupe noté {\displaystyle SO^{+}(1,1)\,} — combiné avec quatre réflexions discrètes données par
{\displaystyle z\mapsto \pm z} et {\displaystyle z\mapsto \pm z^{*}}.
L'application exponentielle
{\displaystyle \exp :\mathbb {R} \rightarrow SO^{+}(1,1)\,}
qui associe {\displaystyle \theta \,} à une rotation hyperbolique par {\displaystyle \mathrm {e} ^{(j\cdot \theta )}} est un isomorphisme de groupes puisque la formule usuelle des exponentielles s'applique :
{\displaystyle \mathrm {e} ^{j(\theta +\phi )}=\mathrm {e} ^{j\theta }\mathrm {e} ^{j\phi }\,}

## Propriétés algébriques
En termes d'algèbre générale, les nombres complexes déployés peuvent être décrits comme le quotient de l'anneau polynomial {\displaystyle \mathbb {R} [X]\,} par l'idéal engendré par le polynôme formel {\displaystyle X^{2}-1\,},
{\displaystyle \mathbb {R} [X]/(X^{2}-1)\,}.
L'image de X dans l'anneau quotient ainsi construit est l'unité imaginaire j. Avec cette description, il est clair que les nombres complexes déployés forment un anneau commutatif de caractéristique 0. De plus, si nous définissons une multiplication scalaire de manière évidente, les nombres complexes déployés forment une algèbre associative et commutative de dimension deux sur les nombres réels. L'algèbre n'est pas un corps puisque les éléments nuls ne sont pas inversibles. En fait, tous les éléments nuls différents de zéro sont des diviseurs de zéro.
Puisque l'addition et la multiplication sont des opérations continues en respectant la topologie usuelle du plan, les nombres complexes déployés forment un anneau topologique.
Les nombres complexes déployés ne forment pas une algèbre normée dans le sens usuel du mot puisque la « norme » n'est pas définie positivement. Néanmoins, si on étend la définition pour inclure les normes de signature générale, ils forment une telle algèbre. Ceci s'ensuit du fait suivant 
{\displaystyle \lVert zw\rVert =\lVert z\rVert \lVert w\rVert \,}
Pour un exposé sur les algèbres normées de signatures générales, voir la référence par Harvey.
Les nombres complexes déployés sont un cas particulier d'une algèbre de Clifford. Nommément, ils forment une algèbre de Clifford sur un espace vectoriel à une dimension avec une forme quadratique définie négativement. Comparer ceci avec les nombres complexes qui forment une algèbre de Clifford sur un espace vectoriel à une dimension avec une forme quadratique définie positivement. (NB : certains auteurs permutent les signes dans la définition d'une algèbre de Clifford ce qui interchangera le sens de définie positivement et de définie négativement).

## Représentations matricielles
Comme dans le cas des nombres complexes (usuels), on peut facilement représenter les nombres complexes déployés par les matrices. Le nombre complexe déployé
{\displaystyle z=x+j\cdot y=1\cdot x+j\cdot y\,}
peut être représenté par la matrice
{\displaystyle z\mapsto {\begin{bmatrix}x&y\\y&x\end{bmatrix}}}
car
{\displaystyle 1\mapsto {\begin{bmatrix}1&0\\0&1\end{bmatrix}}}
et
{\displaystyle j\mapsto {\begin{bmatrix}0&1\\1&0\end{bmatrix}}}
L'addition et la multiplication des nombres complexes déployés sont alors donnés par l'addition et la multiplication matricielle. La norme de z est donnée par le déterminant de la matrice correspondante. La conjugaison complexe déployée correspond à la multiplication des deux côtés par la matrice
{\displaystyle C={\begin{bmatrix}1&0\\0&-1\end{bmatrix}}}
La rotation hyperbolique par {\displaystyle \mathrm {e} ^{(j\cdot \theta )}\,} correspond à la multiplication par la matrice
{\displaystyle {\begin{bmatrix}\cosh \theta &\sinh \theta \\\sinh \theta &\cosh \theta \end{bmatrix}}}
En travaillant dans la base diagonale, cela nous conduit à la représentation matricielle diagonale
{\displaystyle z\mapsto {\begin{bmatrix}x-y&0\\0&x+y\end{bmatrix}}}
Les rotations hyperboliques dans cette base correspond à la multiplication par
{\displaystyle {\begin{bmatrix}\mathrm {e} ^{-\theta }&0\\0&\mathrm {e} ^{\theta }\end{bmatrix}}}
qui montre qu'elles sont des applications encadrantes.

## Histoire
L'usage des nombres complexes déployés remonte à 1848 lorsque James Cockle exposa ses Tessarines. William Kingdon Clifford utilisa les nombres complexes déployés pour représenter les sommes de spins en 1882. Clifford appela les éléments « motors ».
Au XXe siècle, les nombres complexes déployés devinrent une plateforme commune pour décrire les transformations de Lorentz de la relativité restreinte, dans un espace-temps plat car un changement de vitesse entre des cadres de référence est élégamment exprimé par une rotation hyperbolique.
En 1935, J.C. Vignaux et A. Duranona y Vedia développèrent l'algèbre et la théorie des fonctions géométriques complexes déployées dans quatre articles dans Contribucion a las Ciencias Fisicas y Matematicas, Universidad Nacional de La Plata, Republica Argentina (en espagnol).
Plus récemment, le plan des nombres complexes déployés a été exploité pour exprimer des idées mathématiques, des requêtes et des fonctions. C'est un pont important entre une structure comme le plan complexe ordinaire et le caractère exotique des créations modernes.

## Synonymes
- (Réel) Tessarines (James Cockle, 1848)
- (Algébrique) motors (W.K. Clifford, 1882)
- numeros complejos hiperbolicos (J.C. Vignaux, 1935)
- double nombres (I.M. Yaglom, 1965 ; Hazewinkle, 1990)
- anormal-complex (Zahlen W. Benz, 1973)
- nombres perplexes (P. Fjelstad, 1986)
- nombres de Lorentz (F.R. Harvey, 1990)
- nombres complexes hyperboliques (G. Sobczyk, 1995)
- nombres complexes déployés (B. Rosenfeld, 1997)